# RTP1 (ген)
RTP1 (англ. Receptor transporter protein 1) – білок, який кодується однойменним геном, розташованим у людей на 3-й хромосомі. Довжина поліпептидного ланцюга білка становить 263 амінокислот, а молекулярна маса — 30 913.
| 10         |  | 20         |  | 30         |  | 40         |  | 50         |
| ---------- |  | ---------- |  | ---------- |  | ---------- |  | ---------- |
| MRIFRPWRLR |  | CPALHLPSLS |  | VFSLRWKLPS |  | LTTDETMCKS |  | VTTDEWKKVF |
| YEKMEEAKPA |  | DSWDLIIDPN |  | LKHNVLSPGW |  | KQYLELHASG |  | RFHCSWCWHT |
| WQSPYVVILF |  | HMFLDRAQRA |  | GSVRMRVFKQ |  | LCYECGTARL |  | DESSMLEENI |
| EGLVDNLITS |  | LREQCYGERG |  | GQYRIHVASR |  | QDNRRHRGEF |  | CEACQEGIVH |
| WKPSEKLLEE |  | EATTYTFSRA |  | PSPTKSQDQT |  | GSGWNFCSIP |  | WCLFWATVLL |
| LIIYLQFSFR |  | SSV        |  |            |  |            |  |            |

A: Аланін

C: Цистеїн

D: Аспарагінова кислота

E: Глутамінова кислота

F: Фенілаланін

G: Гліцин

H: Гістидин

I: Ізолейцин

K: Лізин

L: Лейцин

M: Метіонін

N: Аспарагін

P: Пролін

Q: Глутамін

R: Аргінін

S: Серин

T: Треонін

V: Валін

W: Триптофан

Локалізований у клітинній мембрані, мембрані.